# Lee R. Dice
Lee Raymond Dice, né le 15 juillet 1887 et mort le 31 janvier 1977 est un écologue et généticien américain qui a enseigné à l'Université du Michigan pendant presque toute sa carrière,. Il a enseigné à l'Université du Michigan pendant 38 ans, période au cours de laquelle il a fondé la division de l'hérédité de l'université et a été directeur de l'Institut de biologie humaine, dont il est le fondateur. Il a été président de la Société américaine d'écologie de 1952 à 1953 et a reçu le prix Eminent Ecologist Award en 1964,.
Il est connu pour avoir développé indépendamment le coefficient de Sørensen-Dice.